# SIC TV
SIC TV é uma emissora de televisão brasileira concessionada em Pimenta Bueno, porém sediada em Porto Velho, respectivamente cidade e capital do estado de Rondônia. Opera no canal 11 (30 UHF digital) e é afiliada à Record. Pertence ao Sistema Imagem de Comunicação, maior grupo de comunicações do estado, do qual também fazem parte a Record News Rondônia, e as rádios Parecis FM e Vitória Régia FM de Porto Velho, Parecis FM de Nova Brasilândia d'Oeste, Parecis FM de Alto Paraiso e Parecis FM de Santa Luzia.

## História
A emissora entrou no ar em 15 de abril de 1991, como TV Candelária. Foi uma das primeiras afiliadas à nova Rede Record que poucos meses antes passava das mãos de Silvio Santos para as de Edir Macedo.
Em 1995, foi inaugurada a primeira retransmissora em Ji-Paraná, Já 2002, foi a vez de Jaru receber a Rede Record. Na última década (2010), foi a vez de Ariquemes e Vilhena.
Em 29 de maio de 2015 passa a se chamar SIC TV. Uma grande festa foi feita com a presença de pessoas influentes na política do estado, como o então governador, Confúcio Moura, o senador do estado e presidente nacional do PMDB, Valdir Raupp, o presidente da Assembleia Legislativa de Rondônia, Maurão de Carvalho, o prefeito de Porto Velho, Mauro Nazif, entre outros. A festa de apresentação da SIC TV ainda contou com a presença do diretor da TV Record Goiás, Luciano Ribeiro Neto, do diretor nacional de afiliadas da Rede Record, André Luiz Dias, e do presidente nacional da Rede Record, Luiz Cláudio Costa, que falou da importância da SIC TV e da Rede Record na televisão rondoniense. A festa foi apresentada no estúdio auditório Sérgio Mello (localizado na sede da emissora), que tem esse nome em homenagem ao ex-diretor de jornalismo, falecido dois dias antes do evento que só foi realizado com autorização da família de Sérgio.